# مايكل ستيجر
مايكل ستيجر (بالإنجليزية: Michael Steger)‏ مواليد 27 مايو 1980 في لوس أنجلوس، كاليفورنيا، الولايات المتحدة، هو ممثل أمريكي بدأ مسيرته الفنية عام 1994.

## روابط خارجية
- مايكل ستيجر على موقع IMDb (الإنجليزية)
- مايكل ستيجر على موقع ألو سيني (الفرنسية)
- مايكل ستيجر على موقع أول موفي (الإنجليزية)
- مايكل ستيجر على موقع قاعدة بيانات الفيلم (الإنجليزية)
- مايكل ستيجر على موقع كينوبويسك (الروسية)